# Erzbistum Kisangani

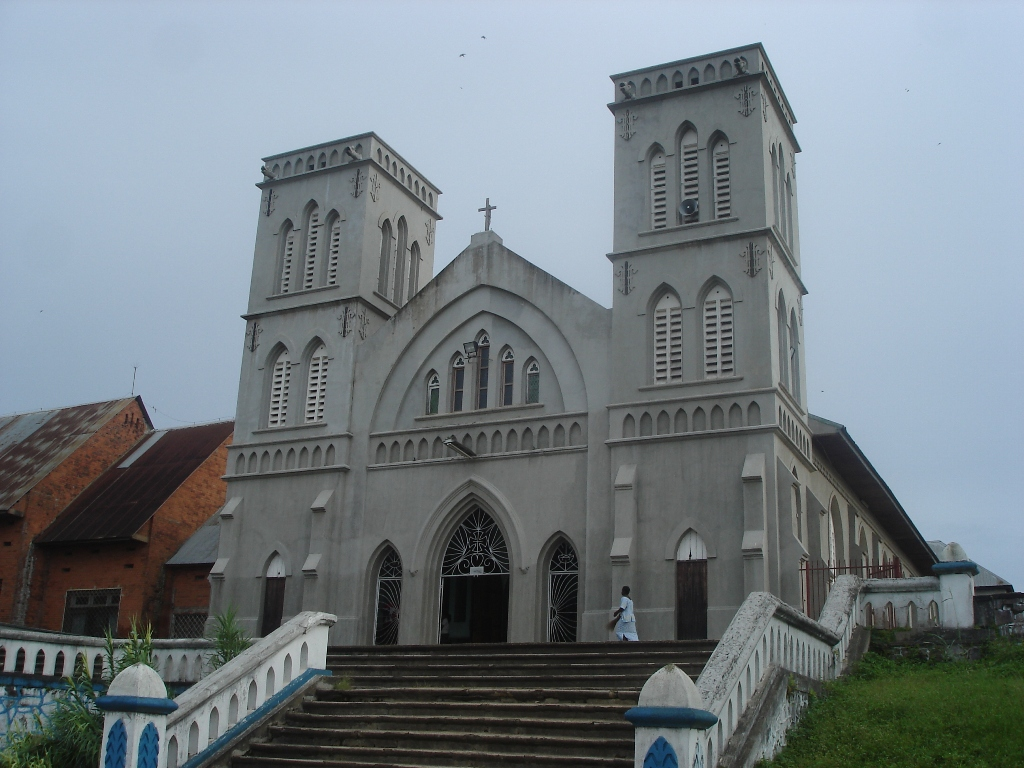
Kathedrale in Kisangani

Das Erzbistum Kisangani (lateinisch Archidioecesis Kisanganiensis, französisch Archidiocèse de Kisangani) ist eine in der Demokratischen Republik Kongo gelegene römisch-katholische Erzdiözese mit Sitz in Kisangani.

## Geschichte
Das Erzbistum Kisangani wurde am 3. August 1904 durch Papst Pius X. aus Gebietsabtretungen des Apostolischen Vikariates Léopoldville als Apostolische Präfektur Stanley Falls errichtet. Am 10. März 1908 wurde die Apostolische Präfektur Stanley Falls durch Pius X. zum Apostolischen Vikariat erhoben. Das Apostolische Vikariat Stanley Falls gab am 9. April 1934 Teile seines Territoriums zur Gründung der Mission sui juris Beni nel Congo Belga ab. Eine weitere Gebietsabtretung erfolgte am 10. März 1949 zur Gründung des Apostolischen Vikariates Wamba. Das Apostolische Vikariat Stanley Falls wurde am 10. März 1949 in Apostolisches Vikariat Stanleyville umbenannt. Am 14. Juni 1951 gab das Apostolische Vikariat Stanleyville Teile seines Territoriums zur Gründung der Apostolischen Präfektur Isangi ab. Eine weitere Gebietsabtretung erfolgte am 23. April 1956 zur Gründung des Apostolischen Vikariates Kindu. 
Am 10. November 1959 erließ Papst Johannes XXIII. die Apostolischen Konstitution Cum parvulum, mit der er die Jurisdiktionen im damaligen Belgisch-Kongo im Blick auf die bevorstehende Unabhängigkeit der Kolonie neu ordnete und die sechs Kirchenprovinzen schuf, die bis heute bestehen (Stand 2025). Dabei wurde unter anderem das Apostolische Vikariat Stanleyville zum Erzbistum erhoben. Nachdem die Stadt Stanleyville in Kisangani umbenannt worden war, zog der Heilige Stuhl nach und benannte das Erzbistum demgemäß am 30. Mai 1966 in Erzbistum Kisangani um.

## Ordinarien

### Apostolische Präfekten von Stanley Falls
- Émile-Gabriel Grison SCJ, 1904–1908

### Apostolische Vikare von Stanley Falls
- Émile-Gabriel Grison SCJ, 1908–1933
- Camille Verfaillie SCJ, 1934–1949

### Apostolische Vikare von Stanleyville
- Camille Verfaillie SCJ, 1949–1958
- Nicolas Kinsch SCJ, 1958–1959

### Erzbischöfe von Stanleyville
- Nicolas Kinsch SCJ, 1959–1966

### Erzbischöfe von Kisangani
- Nicolas Kinsch SCJ, 1966–1967
- Augustin Fataki Alueke, 1967–1988
- Laurent Monsengwo Pasinya, 1988–2007, dann Erzbischof von Kinshasa
- Marcel Utembi Tapa, seit 2008